# Une nouvelle amie
Pour plus de détails, voir Fiche technique et Distribution.
Une nouvelle amie est un mélodrame français écrit et réalisé par François Ozon, sorti en 2014.
Il s'agit de l'adaptation de la nouvelle Une amie qui vous veut du bien (The New Girlfriend) de Ruth Rendell, publiée en 1985. Cette nouvelle figure dans la collection The New Girlfriend and Other Stories, publiée en 1985. Ruth Rendell est connue pour ses romans policiers psychologiques, le réalisateur a adapté cette histoire en y apportant sa propre sensibilité et en développant davantage les thématiques de genre, d'identité et de désir.

## Synopsis
Après la mort de Laura sa meilleure amie, Claire tombe en dépression. Un jour, elle découvre que David, le mari veuf de son amie et père d'un nourrisson, est en fait un travesti. Claire d'abord surprise et choquée va finalement accepter de l'écouter et essayer de la comprendre. Une étrange relation va alors se former entre les deux femmes qui finira par devenir fusionnelle.

## Fiche technique
- Titre : Une nouvelle amie
- Titre international : The New Girlfriend
- Réalisation : François Ozon

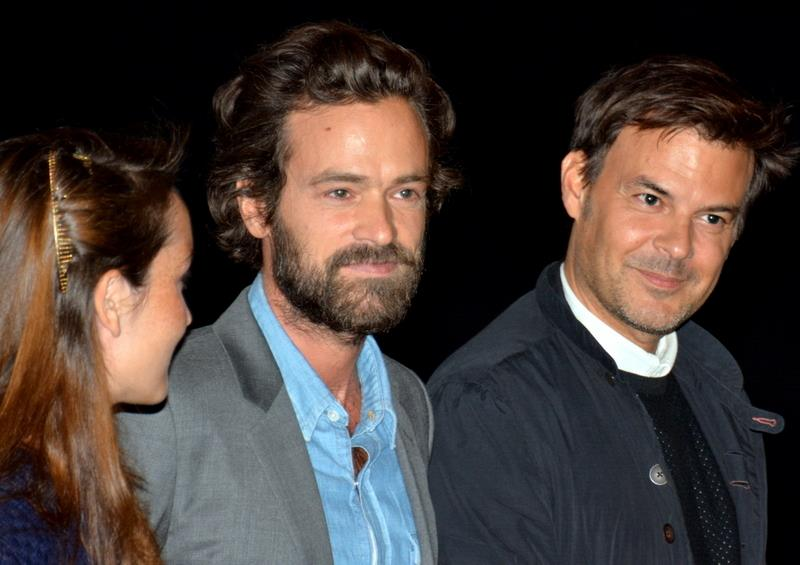
L'acteur principal Romain Duris et le réalisateur François Ozon à une avant-première du film.

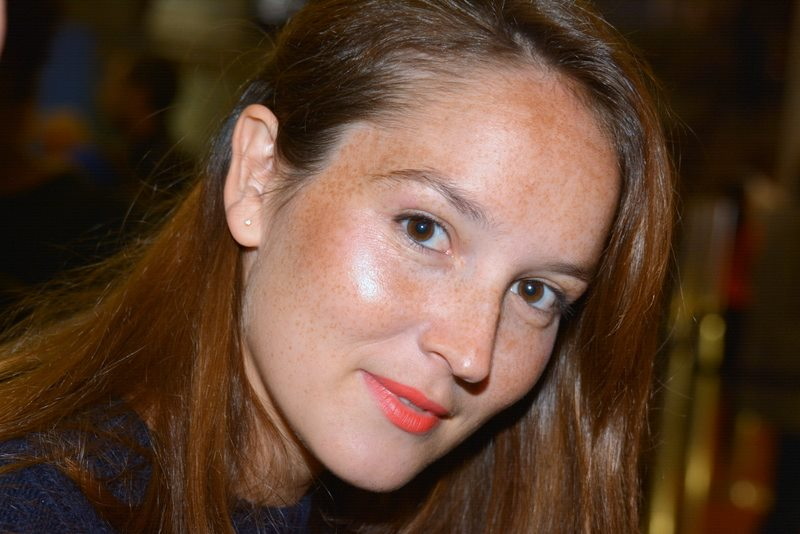
Et l'actrice principale Anaïs Demoustier, à la même avant-première.

- Scénario : François Ozon d'après Une amie qui vous veut du bien de Ruth Rendell
- Photographie : Pascal Marti
- Montage : Laure Gardette
- Musique : Philippe Rombi
- Son : Guillaume Sciama
- Direction artistique : Michel Barthelemy
- Décors : Michel Barthelemy
- Costumes : Fanny Rappange
- Production : Éric et Nicolas Altmayer
- Sociétés de production : Mandarin Cinéma, Cinémage 8
- Société de distribution : Film Distribution
- Pays de production :  France
- Langue originale : français
- Format : couleur — 1,85:1
- Genre : Film dramatique
- Durée : 105 minutes
- Dates de sortie : 
  -  Canada : 6 septembre 2014 (festival international du film de Toronto 2014)
  -  France : 22 septembre 2014 (avant-première à Paris)[1] ; 5 novembre 2014 (sortie nationale)
  -  Belgique : 5 novembre 2014

## Distribution
- Romain Duris : David/Virginia
- Anaïs Demoustier : Claire
- Raphaël Personnaz : Gilles
- Isild Le Besco : Laura
- Jean-Claude Bolle-Reddat : le père de Laura
- Aurore Clément : la mère de Laura
- Bruno Pérard : Eva Carlton
- Claudine Chatel : la nounou
- Anita Gillier : l'infirmière
- Alex Fondja : l'aide-soignant
- Zita Hanrot : la serveuse du restaurant
- Sébastien Pouderoux : un collègue de Claire
- Anne-Laure Gruet : une collègue de Claire
- François Ozon : un homme au cinéma (caméo)

## Production
Le film a été écrit pendant les débats contre le mariage pour tous en France, le réalisateur voulant montrer qu'il n'y « a rien de dramatique à tout ça ».

## Accueil

### Box-office
Le film cumule 568 000 entrées en France et 798 803 en Europe (France incluse).
« Une nouvelle amie » reçoit des critiques plutôt positives par différents médias spécialisés. Le site Rotten Tomatoes estime que 80% des 84 critiques professionnelles sont positives contre 62% pour le public. Le site attribue MetaCritic au métrage la note de 74/100. La presse d’Allociné attribue au film une moyenne de 3,5/5 pour 28 critiques, les spectateurs mettent la note presque identique de 3,4/5 selon les 3478 notes et 443 critiques.

## Analyse
Le film est vu comme un tournant dans la carrière du réalisateur du fait du changement de la représentation de la sexualité, du genre et du travestissement par rapport aux productions passées de François Ozon.

## Distinctions

### Récompenses
- Festival international du film de Saint-Sébastien 2014 : Prix Sebastiane[9]
- Prix Jacques-Prévert du scénario 2015, catégorie adaptation pour François Ozon

### Sélections et nomination
- Festival international du film de Saint-Sébastien 2014 : sélection officielle[10]
- Festival international du film de Toronto 2014 : sélection « Gala Presentations »
- Césars 2015 : Meilleur acteur pour Romain Duris (Nommé seulement)

## Autour du film
- Certaines scènes ont été tournées dans les studios de la Cité du Cinéma de Luc Besson à Saint-Denis.
- Une partie du tournage a été faite au Canada[11], afin, selon le réalisateur, d' « avoir une architecture sans grande particularité, pour donner l’impression que l’on n’est pas vraiment en France »[12].
- Les chansons dans le nightclub sont Hot n Cold[13] de Katy Perry, Une femme avec toi de Nicole Croisille[8] et Follow Me d'Amanda Lear.